# محمد قاصد
محمد قاصد (عربی: محمد كاصد كاظم الجابري؛ زادهٔ ۱۰ دسامبر ۱۹۸۶) یک بازیکن فوتبال اهل عراق است.
وی همچنین در تیم ملی فوتبال عراق بازی کرده‌است.